# Planetarium (canción)
«Planetarium», undécimo sencillo de la banda japonesa Ikimono Gakari, lanzado el 15 de octubre de 2008, para formar parte de su tercer álbum My Song Your Song. 

## Canciones
1. Planetarium (プラネタリウム)
2. Happy Smile Again
3. Kaeri Taku Natta yo Konnitsuā!! 2008 Live Ver.
4. Planetarium: Instrumental